# Mundial Tour
El Mundial Tour fue una gira de conciertos del reguetonero Daddy Yankee para promocionar su sexto álbum de estudio, Mundial (2010)
La gira visitó Estados Unidos, Sudamérica, Centroamérica y Europa.

## Lista de canciones
1. Grito Mundial
2. La Despedida
3. Me Enteré (With Tito El Bambino)
4. Mia (With Tito El Bambino)
5. Pata Boom
6. Daría
7. Rumba Y Candela
8. La Señal
9. El Ritmo No Perdona
10. Rescate (With Alexis & Fido)
11. Impacto (With Alexis & Fido)
12. Yo Voy
13. El Más Duro
14. Descontrol
15. El Mejor De Todos Los Tiempos

## Fechas del Tour
| Fecha                    | Ciudad                     | País                   | Lugar                                 |
| Leg 1 – The Americas     | Leg 1 – The Americas       | Leg 1 – The Americas   | Leg 1 – The Americas                  |
| ------------------------ | -------------------------- | ---------------------- | ------------------------------------- |
| 12 de junio de 2010      | Tampa                      | Estados Unidos         | Vinoy Park                            |
| 22 de junio de 2010      | Gaithersburg               | Estados Unidos         | Montgomery County Fairground          |
| 17 de julio de 2010      | Los Ángeles                | Estados Unidos         | Staples Center                        |
| 18 de julio de 2010      | Miami                      | Estados Unidos         | Tamiami Park                          |
| 25 de julio de 2010      | Boquerón                   | Puerto Rico            | TBA                                   |
| 31 de julio de 2010      | Bogotá                     | Colombia               | Coliseo El Chaplin                    |
| 14 de agosto de 2010     | Orlando                    | Estados Unidos         | House of Blues                        |
| 20 de agosto de 2010     | Denver                     | Estados Unidos         | Denver Coliseum                       |
| 21 de agosto de 2010     | Chicago                    | Estados Unidos         | All State Arena                       |
| 26 de agosto de 2010     | Antofagasta                | Chile                  | Estadio Regional Calvo y Bascuñán     |
| 27 de agosto de 2010     | Tacna                      | Perú                   | Escenario Parque Peru                 |
| 28 de agosto de 2010     | Iquique                    | Chile                  | Estadio Tierra de Campeones           |
| 29 de agosto de 2010     | Santiago de Chile          | Chile                  | Velodromo Estadio Nacional            |
| 30 de agosto de 2010     | Puerto Montt               | Chile                  | Arena Puerto Montt                    |
| 31 de agosto de 2010     | Osorno                     | Chile                  | Escenario Gimnasio Maria Gallardo     |
| 1 de septiembre de 2010  | Temuco                     | Chile                  | Estadio German Becker                 |
| 3 de septiembre de 2010  | Concepcion                 | Chile                  | Estadio el Collado                    |
| 21 de septiembre de 2010 | Hollywood                  | Estados Unidos         | Hollywood Palladium                   |
| 24 de septiembre de 2010 | Laredo                     | Estados Unidos         | Laredo Energy Arena                   |
| 25 de septiembre de 2010 | Corpus Christi             | Estados Unidos         | American Bank Center                  |
| 26 de septiembre de 2010 | McAllen                    | Estados Unidos         | Convention Center                     |
| Leg 2 – Europe           |                            |                        |                                       |
| 2 de octubre de 2010     | Geneva                     | Switzerland            | Arena de Geneve                       |
| 3 de octubre de 2010     | París                      | Francia                | Zenith de Paris                       |
| 7 de octubre de 2010     | London                     | Reino Unido            | Brixton Academy                       |
| 8 de octubre de 2010     | Antwerp                    | Bélgica                | Lotto Arena                           |
| Leg 3 – Americas         |                            |                        |                                       |
| 23 de enero de 2011      | Los Ángeles                | Estados Unidos         | Staples Center                        |
| 1 de abril de 2011       | San Pedro Sula             | Honduras               | Estadio Francisco Morazán             |
| 2 de abril de 2011       | Tegucigalpa                | Honduras               | Estadio Chochi Sosa                   |
| 13 de abril de 2011      | Nueva York                 | Estados Unidos         | Madison Square Garden                 |
| 13 de mayo de 2011       | Santiago                   | Chile                  | Movistar Arena                        |
| 21 de mayo de 2011       | Santiago de los Caballeros | República Dominicana   | Gran Arena del Cibao                  |
| 23 de mayo de 2011       | Tortola                    | British Virgin Islands | Tortola Bay                           |
| 23 de julio de 2011      | Brampton                   | Canadá                 | Powerade Centre                       |
| 30 de julio de 2011      | Ciudad de Panamá           | Panamá                 | Centro de Convenciones Figali         |
| 6 de agosto de 2011      | Bogotá                     | Colombia               | Parque metropolitano Simón Bolívar    |
| 20 de agosto de 2011     | Calgary                    | Canadá                 | Stampede Corral                       |
| 26 de agosto de 2011     | Edmonton                   | Canadá                 | Edmonton Events Center                |
| 27 de agosto de 2011     | Montreal                   | Canadá                 | Uniprix Stadium                       |
| 16 de septiembre de 2011 | Trujillo                   | Perú                   | Real Plaza                            |
| 17 de septiembre de 2011 | Lima                       | Perú                   | Estadio Monumental                    |
| 3 de diciembre de 2011   | Maracay                    | Venezuela              | Estadio Olímpico Hermanos Ghersi Páez |